# SocioFuture
SocioFuture株式会社（ソシオフューチャー）は、金融機関や行政機関等の各種業務をアウトソーサーとして受託する企業である。ATM（現金自動預け払い機）の監視・運用、行政機関からの預貯金照会、健康診断の受診勧奨などを行っている。
1998年に日本NCRより分社化し、日本ATM株式会社（登記社名: 日本エイ・ティー・エム株式会社）を設立。1999年1月1日より営業を開始。2022年1月1日、SocioFuture株式会社に社名変更。

## グループ会社
- 日本ATMビジネスサービス株式会社 - 地域金融機関のATM関連業務を共同化することを目的としてゆうちょ銀行と共同で設立。
- 安天信息服務（大連）有限公司
- SOCIOFUTURE（SINGAPORE） PTE. LTD.
- ATMJ（THAILAND） CO., LTD.
- BPO Bangkok Co., Ltd.
- my FinTech株式会社 - 2018年に資本参加。
- PT. ABADI TAMBAH MULIA INTERNASIONAL - 2019年に資本参加。